# Eleições municipais na Suécia em 2010

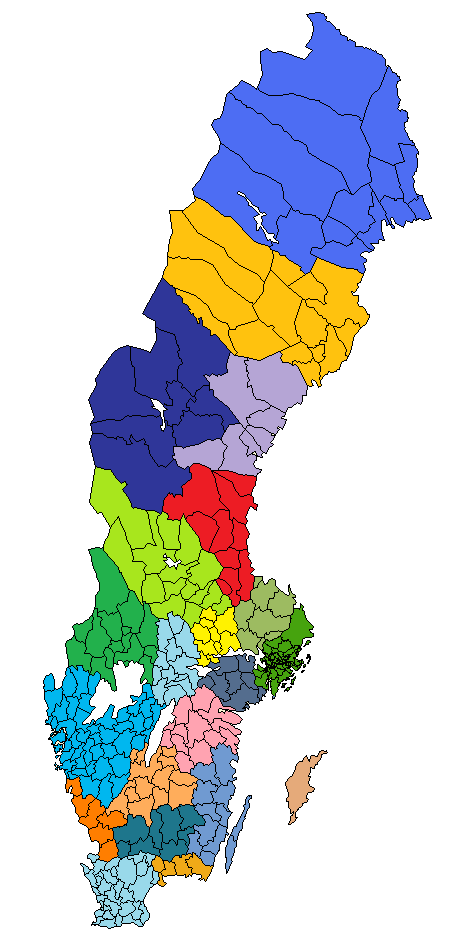
As comunas e os condados da Suécia

As eleições municipais suecas de 2010 realizaram-se no domingo em 19 de setembro de 2010. 

Nestas eleições foram eleitos os deputados municipais/vereadores para as 290 assembleias municipais/câmaras municipais - kommunfullmäktige - da Suécia no período de 2010-2014.

## Eleições municipais
Nas eleições municipais suecas, são eleitos deputados municipais/vereadores para as 290 assembleias municipais/câmaras municipais do país. 	

	
Estas eleições têm lugar de quatro em quatro anos, e são realizadas simultaneamente com as eleições legislativas para o parlamento (riksdagen) e com as eleições regionais para os condados (landsting). 	

	
Podem votar nas eleições municipais :	
- Cidadãos suecos
- Cidadãos da União Europeia residentes no município
- Cidadãos estrangeiros residentes no município há mais de 3 anos

	
Desde 1998, é possível assinalar o candidato preferido através de uma cruz na cédula de voto. 

## Eleições nacionais-regionais-municipais
Simultaneamente são realizadas 3 eleições na Suécia:	
- Eleições legislativas para o Parlamento
- Eleições regionais para os Condados
- Eleições municipais para as Comunas

## Resultados

### Resultados noMunicípio de Estocolmo2010
| Partido                            | Número de Deputados |  |
| ---------------------------------- | ------------------- |  |
| Partido Moderado (M)               | 38                  |  |
| Partido Social-Democrata (S)       | 25                  |  |
| Partido Ambiental - Os Verdes (MP) | 16                  |  |
| Partido Popular - Os Liberais (FP) | 10                  |  |
| Partido da Esquerda (V)            | 8                   |  |
| Partido do Centro (C)              | 3                   |  |
| Partido Democrata-Cristão (KD)     | 1                   |  |
| Partido Os Democratas Suecos (SD)  | 0                   |  |

### Resultados noMunicípio de Gotemburgo2010
| Partido                                   | Número de Deputados |  |
| ----------------------------------------- | ------------------- |  |
| Partido Social-Democrata (S)              | 25                  |  |
| Partido Moderado (M)                      | 23                  |  |
| Partido Ambiental - Os Verdes (MP)        | 9                   |  |
| Partido da Esquerda (V)                   | 7                   |  |
| Partido Popular - Os Liberais (FP)        | 7                   |  |
| Partido das Estradas de Gotemburgo (VägV) | 5                   |  |
| Partido dos Democratas Suecos (SD)        | 3                   |  |
| Partido Democrata-Cristão (KD)            | 2                   |  |
| Partido do Centro (C)                     | 0                   |  |

### Resultados noMunicípio de Malmö2010
| Partido                               | Número de Deputados |  |
| ------------------------------------- | ------------------- |  |
| Partido Social-Democrata (S)          | 22                  |  |
| Partido Moderado (M)                  | 17                  |  |
| Partido dos Democratas Suecos (SD)    | 7                   |  |
| Partido Ambiental - Os Verdes (MP)    | 5                   |  |
| Partido Popular - Os Liberais (FP)    | 4                   |  |
| Partido da Esquerda (V)               | 4                   |  |
| Partido dos Pensionistas Suecos (SPI) | 2                   |  |
| Partido Democrata-Cristão (KD)        | 0                   |  |
| Partido do Centro (C)                 | 0                   |  |